# Радишани
 Тази статия е за селото в Скопско, Северна Македония.  За бившето село в Драмско, Гърция вижте Радишани (Драмско).  
Радѝшани (на македонска литературна норма: Радишани) е село в община Бутел на Северна Македония.

## География
Селото е разположено в областта Църногория, северно от столицата Скопие в подножието на планината Скопска Църна гора. През центъра на Радишани минава река Серава. Селото е на практика квартал на Скопие.

## История
Съседните църкви в северния край на селото „Свети Никола“ и „Свети Георги“ са от XVI век. В края на XIX Радишани е българско село в Скопска каза на Османската империя. Според статистиката на Васил Кънчов („Македония. Етнография и статистика“) към 1900 година в Радишани живеят 140 българи християни и 50 арнаути мохамедани.
В началото на XX век цялото християнско население на селото е под върховенството на Българската екзархия. По данни на секретаря на екзархията Димитър Мишев („La Macédoine et sa Population Chrétienne“) в 1905 година в Радишани има 120 българи екзархисти.
При избухването на Балканската война в 1912 година един човек от Радишани е доброволец в Македоно-одринското опълчение.
След Междусъюзническата война в 1913 година селото попада в Сърбия.
На етническата си карта от 1927 година Леонард Шулце Йена показва Радишане (Radišane) като село с неясен етнически състав.
На етническата си карта на Северозападна Македония в 1929 година Афанасий Селишчев отбелязва Радишани като смесено българо-албанско село.
| Националност     | Преброяване 1994 | Преброяване 2002 |
| ---------------- | ---------------- | ---------------- |
| северномакедонци | 6680             | 8084             |
| албанци          | 129              | 200              |
| турци            | 25               | 35               |
| роми             | 114              | 160              |
| власи            | 50               | 52               |
| сърби            | 360              | 363              |
| бошняци          | 0                | 49               |
| други            | 221              | 180              |
| всичко           | 7579             | 9123             |

## Радишани днес
Радишани има основно училище „Ацо Шопов“ и детска градина. На главната улица е разположена църквата „Свети Наум“, в която са погребани архиепископите на Македонската православна църква Гаврил и Михаил.